# بخش خنرال آنخل ویسنته پونالوزا
بخش خنرال آنخل ویسنته پونالوزا (به اسپانیایی: Departamento General Ángel V. Peñaloza) یک منطقهٔ مسکونی در آرژانتین است که در استان لا ریوخا، آرژانتین واقع شده‌است.